# Cloncurry
Cloncurry (2 900 habitants) est la principale ville du comté de Cloncurry, au nord du Queensland en Australie, sur la Cloncurry River. Elle est à 770 km de Townsville par la Flinders Highway ou par le rail.
La ville doit son développement à la découverte du minerai de cuivre au sud de la région et à l'élevage du bétail.
C'est dans cette ville que fut créé le Royal Flying Doctor Service ou, plus couramment, The Flying doctors, le 15 mai 1928, une organisation à but non lucratif pour apporter des soins à des personnes isolées.
La ville doit son nom aux premiers explorateurs de la région, Robert O'Hara Burke et William John Wills qui donnèrent à la rivière le nom de la cousine du premier : Lady Elizabeth Cloncurry et la ville prit ensuite le nom de la rivière.
C'est une des villes les plus chaudes d'Australie.